# Delosperma lehmannii
Delosperma lehmannii là một loài thực vật có hoa trong họ Phiên hạnh. Loài này được (Eckl. & Zeyh.) Schwantes ex H.Jacobsen mô tả khoa học đầu tiên năm 1949.